# Centraal Plateau

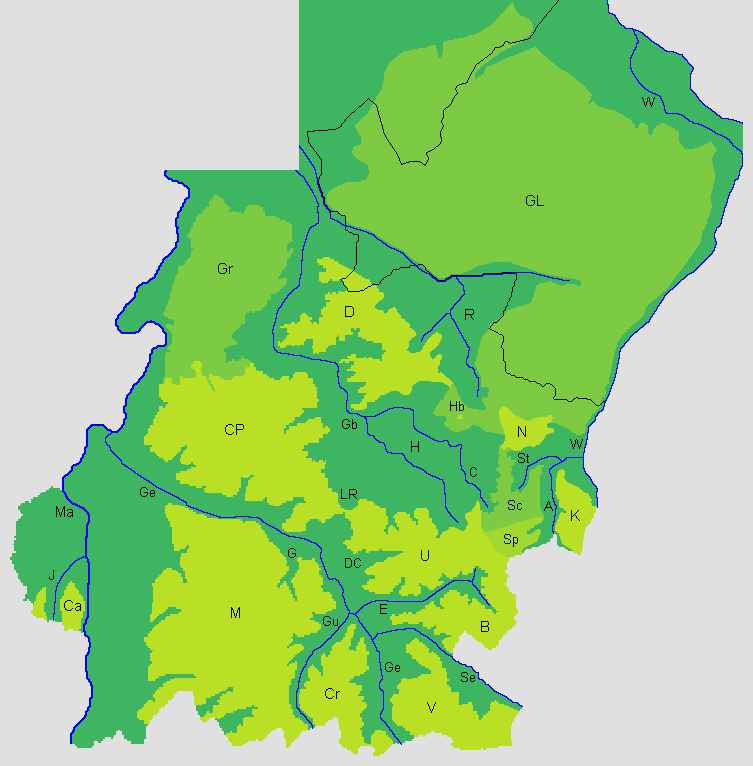
CP. Centraal Plateau

Het Centraal Plateau of Plateau van Schimmert is een plateau in het Heuvelland in Nederlands Zuid-Limburg dat ontstaan is door de erosie van omliggende rivieren en beken. Het gebied is een golvende laagvlakte. Ze strekt zich uit van Kasen in het zuidwesten, Hussenberg in het noordwesten en Klimmen in het zuidoosten.
Op het plateau liggen de dorpen Arensgenhout, Ulestraten, Genhout, Schimmert, Hulsberg, Geverik, Aalbeek, Geulle (boven) en Klimmen.
Ook ligt het vliegveld Maastricht Aachen Airport op het plateau en het bijbehorende industrieterrein.

## Begrenzing
Het plateau wordt aan de westzijde begrensd door het Maasdal, in het zuiden door het Geuldal, in het zuidoosten door de laagte Ransdalerveld tussen dit plateau en het Plateau van Ubachsberg, in het noorden het Plateau van Graetheide en aan de noordoostzijde door het dal van de Geleenbeek in het Bekken van Heerlen. Ten noorden van het Geleenbeekdal ligt het Plateau van Doenrade, ten zuidoosten aan de overzijde van de laagte van Ransdaal het Plateau van Ubachsberg en in het zuiden aan de overzijde van het Geuldal het Plateau van Margraten. Bij Ulestraten ligt de Wijngaardsberg, een berg van 130 meter hoog. Aan de noordrand van het plateau ligt bij Catsop de Heuvel die door het droogdal Siekendaal van de rest van het plateau gescheiden wordt.

## Bossen en beken
Op de hellingen aan de west- en zuidzijde van het plateau liggen hellingbossen, waaronder het Bunderbos, het Kalverbosch, het Vliekerbos, het Kloosterbosch, Ravensbosch en het Schaelsbergerbos. In het Ravensbosch ontspringt de beek de Strabeek die een diep dalletje in het plateau snijdt. Op de "eeuwige pisser" (Wijngaardsberg) ontspringen heel veel bronnetjes (zoals de Catharinabron) en bij de berg ligt het gehucht Waterval in het Watervalderbeekdal met daarin de beken Watervalderbeek en de Vliekerwaterlossing. Op de westelijke hellingen van het plateau ontspringen in het Bunder- en Elslooërbos vele bronnen en beken.

## Geologie
Het gebied van het plateau wordt door meerdere breuken doorkruist, waaronder de Benzenraderbreuk, Neerbeekbreuk, Kunraderbreuk, Schin op Geulbreuk en de Geullebreuk.
Op het Centraal Plateau werd tijdens de voorlaatste en laatste ijstijd door de overwegend noordwestenwind löss afgezet op het plateau (Laagpakket van Schimmert). Onder deze lösslaag zit op veel plekken een dik pakket Maasgrind uit de Formatie van Beegden (waaronder ter plaatse van bijvoorbeeld Groeve Spaubeek en Groeve Nagelbeek). Door de doorsijpeling van regenwater die kalk uit de lösslaag meenam kwam er kalk terecht in de grindlaag die autochtone conglomeraten deed ontstaan, zoals ter plaatse van Geologisch monument Diependaal. De grindlaag ligt in een deel van het plateau op zandlagen zoals die van het Laagpakket van Heksenberg.
Verder zitten in de ondergrond de kalksteenlagen van de Formatie van Houthem, Formatie van Maastricht en de Formatie van Vaals.